# Anoamyia javana
Anoamyia javana är en tvåvingeart som beskrevs av James 1936. Anoamyia javana ingår i släktet Anoamyia och familjen vapenflugor. Inga underarter finns listade i Catalogue of Life.